# Accident aérien du 16 novembre 1937 à Ostende
Vous lisez un « bon article » labellisé en 2023.
L'accident aérien du 16 novembre 1937 à Ostende désigne le crash, dans le quartier de Steene, à Ostende, d'un Junkers Ju 52 de la compagnie nationale belge Sabena, effectuant un vol régulier de passagers entre Munich et Londres.
Parti de Munich, à 10 h 15, l'avion de la Sabena fait escale à Francfort-sur-le-Main, d'où il repart à 12 h 53. Une autre escale était prévue à Bruxelles, d'où il devait finalement gagner l'Angleterre. En raison du mauvais temps, l'appareil est redirigé vers Ostende, où il tente un atterrissage sur l'aérodrome de Steene. Cependant, un épais brouillard empêche le pilote de voir la cheminée d'une briqueterie, avec laquelle l'appareil entre en collision à 14 h 47. Une aile de l'avion et un moteur sont arrachés et l'appareil s'écrase sur le toit de l'usine, avant de prendre feu et d'être projeté à plusieurs mètres de là.
L'accident cause la mort de la plupart des membres de la famille grand-ducale de Hesse, en route pour Londres afin d'assister au mariage du prince Louis de Hesse-Darmstadt avec Margaret Campbell Geddes. Les funérailles des victimes, organisées quelques jours après à Darmstadt, donnent lieu à un important rassemblement de personnalités du gotha. Elles sont surtout l'occasion d'un large déploiement de drapeaux et d'uniformes nazis, Georges-Donatus de Hesse-Darmstadt et son épouse Cécile de Grèce ayant eux-mêmes rejoint le NSDAP peu avant leur mort. Devenu chef de la maison de Hesse après le décès de son frère, le prince Louis meurt sans héritier mâle en 1968 et avec lui s'éteint la lignée des Hesse-Darmstadt.
La mort de la princesse Cécile de Grèce, sœur du duc d'Édimbourg, contribue largement à faire passer l'accident à la postérité, le drame ayant notamment été mis en scène dans un épisode de la série télévisée The Crown en 2017.

## Avion et équipage
L'avion impliqué dans l'accident est un trimoteur Junkers Ju 52, la compagnie aérienne belge Sabena disposant de huit appareils de ce type. Ces avions sont utilisés sur le réseau européen, qui compte près de 6 000 km avant la Seconde Guerre mondiale. L'appareil accidenté (immatriculation : OO-AUB) a alors à peine un an.
L'équipage est composé de trois personnes : le commandant de bord Antoine Lambotte, 37 ans, considéré comme l'un des pilotes belges les plus expérimentés,, avec quinze années de vol à son actif et plus de 1,1 million de kilomètres parcourus,, Maurice Courtois, 38 ans, radiotélégraphiste, et Yvan Lansmans, 32 ans, mécanicien.

## Déroulement du vol

### Passagers embarqués à Francfort-sur-le-Main
Le vol international entre Munich et Londres, avec des escales à Francfort-sur-le-Main et à Bruxelles, est régulièrement proposé par la Sabena. Le 16 novembre 1937, le Junkers Ju 52 décolle à 10 h 15 de l'aérodrome d'Oberwiesenfeld, près de Munich, avant d'atterrir à Francfort pour sa première escale (d'autres sources indiquent à tort Cologne comme lieu d'escale,). Huit passagers montent à bord de l'appareil pour la suite du vol,,, :
- Georges-Donatus de Hesse-Darmstadt, 31 ans, grand-duc de Hesse ;
- Cécile de Grèce, 26 ans, grande-duchesse de Hesse, enceinte de huit mois[11] ;
- Éléonore de Solms-Hohensolms-Lich, 66 ans, grande-duchesse douairière de Hesse ;
- Louis de Hesse-Darmstadt, 6 ans, grand-duc héréditaire de Hesse ;
- Alexandre de Hesse-Darmstadt, 4 ans, prince de Hesse ;
- Joachim Riedesel zu Eisenbach, grand maréchal de la cour de Hesse ;
- Arthur Martens, 40 ans, ami de la famille ;
- Lina Hahn, dame de compagnie de la grande-duchesse.

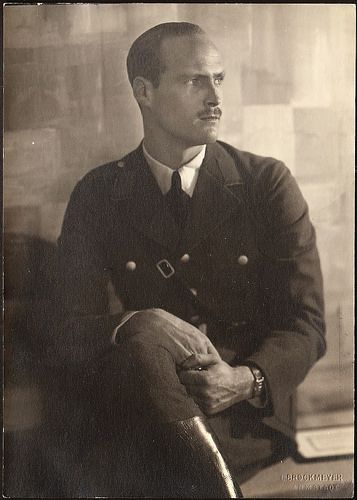
Georges-Donatus de Hesse-Darmstadt.
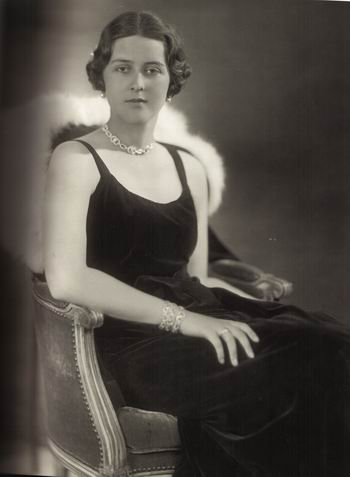
Cécile de Grèce.
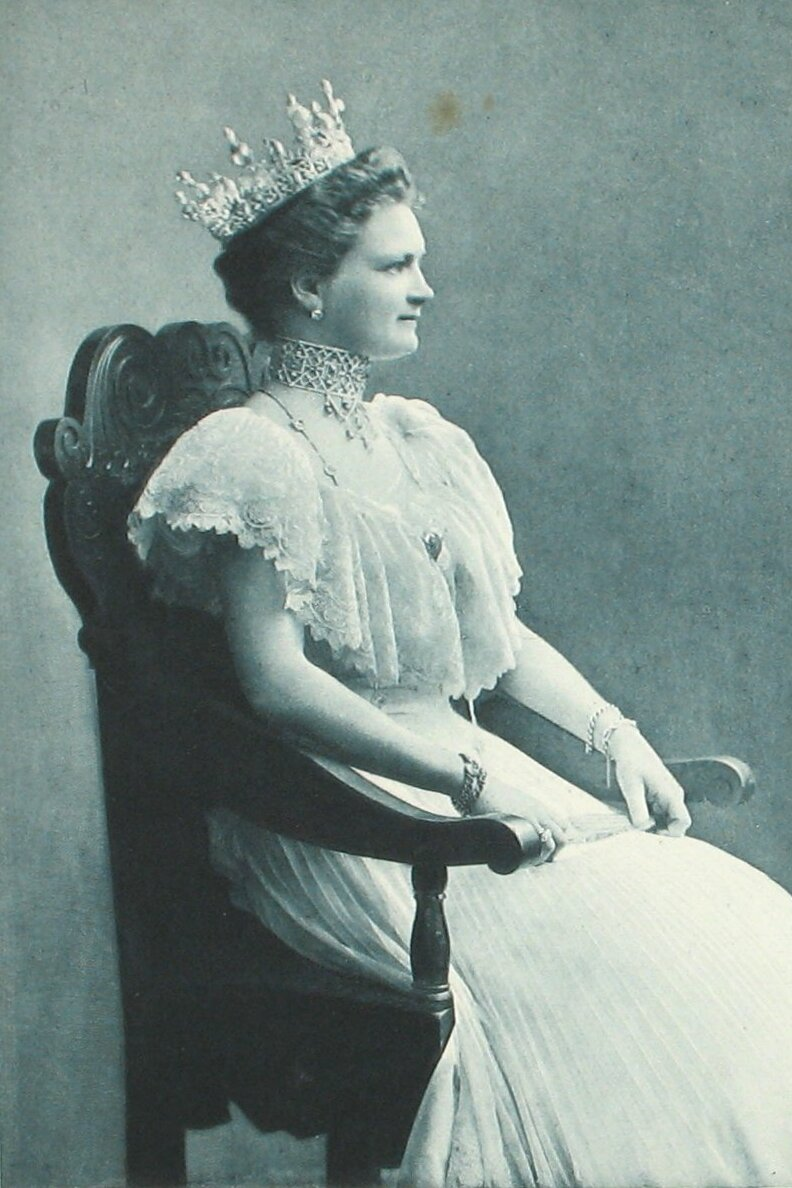
Éléonore de Solms-Hohensolms-Lich.
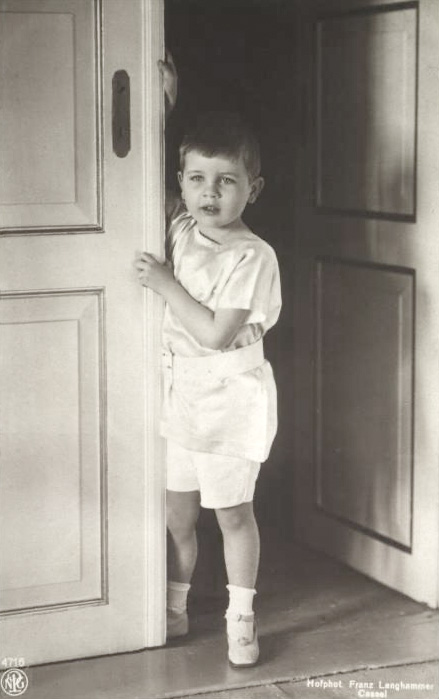
Louis de Hesse-Darmstadt.
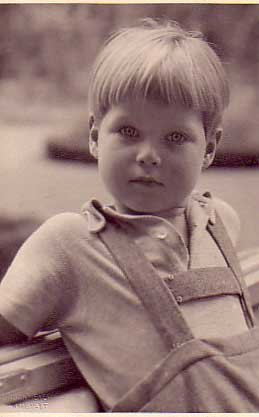
Alexandre de Hesse-Darmstadt.
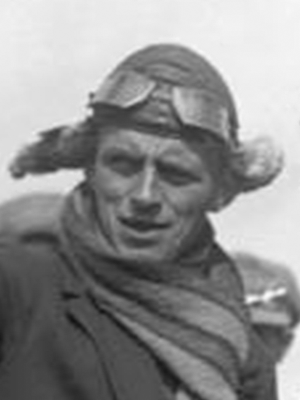
Arthur Martens.

Georges-Donatus de Hesse-Darmstadt et Cécile de Grèce ont également une fille, Jeanne, alors âgée d'un an. Du fait de son très jeune âge, l'enfant ne prend pas part au voyage et est laissée aux soins de sa gouvernante, au château de Wolfsgarten,.
Le groupe se rend à Londres pour les festivités de mariage du frère de Georges-Donatus, Louis, de deux ans son cadet, avec Margaret Campbell Geddes, fille du diplomate et universitaire britannique sir Auckland Geddes. Louis de Hesse-Darmstadt travaille comme attaché culturel à l'ambassade d'Allemagne à Londres et a fait la connaissance de sa future épouse en Haute-Bavière. Le couple a décidé de se marier lors des Jeux olympiques d'hiver de 1936 à Garmisch-Partenkirchen,. Les fiançailles ont été annoncées publiquement à la mi-juillet 1937. Les projets de mariage de Louis et Margaret ont cependant été assombris par la maladie du père de Louis et de Georges-Donatus. Dernier grand-duc régnant de Hesse et du Rhin, destitué en 1918 après la révolution de novembre, Ernest-Louis de Hesse a en effet contracté au printemps 1937 une pneumonie chronique consécutive à une grippe. Soigné par son épouse Éléonore, il est mort des suites de la maladie le 9 octobre 1937.
Après la mort de son père, la cérémonie du mariage de Louis, initialement prévue le 23 octobre 1937, est repoussée au 20 novembre (jour de son 29e anniversaire). Joachim Riedesel zu Eisenbach doit être témoin du mariage, tandis que les princes Louis et Alexandre doivent tenir le rôle de pages. Nouveau chef de la famille grand-ducale, Georges-Donatus a expressément souhaité que le mariage de son frère soit célébré dans les plus brefs délais, malgré le fait que les funérailles officielles du grand-duc Ernest-Louis, à Darmstadt, ne dataient que de quelques semaines. C'est également Georges-Donatus, officier de réserve de l'armée de l'air et lui-même pilote passionné, qui a incité sa famille à faire le voyage jusqu'à Londres en avion.

### Poursuite du vol vers Bruxelles et accident

L'itinéraire prévu du Junkers Ju 52.

Le Junkers Ju 52 décolle à 12 h 53 de l'aéroport de Francfort. Le vol vers Bruxelles se déroule rapidement et sans incident, avant que l'équipage ne soit confronté à un épais brouillard au sol au-dessus de la capitale belge. Il est alors décidé de ne pas atterrir comme prévu à l'aérodrome d'Evere et l'équipage reçoit de nouvelles instructions pour se rendre à Ostende, une ville située à 80 kilomètres de là, sur la côte de la mer du Nord, où les conditions météorologiques sont supposées être meilleures. Là se trouve l'aérodrome de Steene, où deux autres passagers doivent être pris en charge pour Londres,,. Le terrain d'atterrissage est une simple prairie en forme de pentagone.
Le matin encore, le temps est ensoleillé à l'aérodrome de Steene. Mais vers 14 heures, toute la zone côtière est également recouverte d'un épais banc de brouillard. L'équipage décide néanmoins d'atterrir. L'appareil est dirigé avec succès par le contrôleur aérien vers l'aérodrome, où le personnel attire l'attention du pilote à l'aide de fusées éclairantes. La visibilité n'aurait été que d'environ 228 mètres. Selon les rapports des témoins oculaires, le Junkers Ju 52 se déplace à une vitesse d'environ 160 km/h lorsqu'il entre en collision avec la cheminée de la briqueterie de Steene, à 500 mètres de la piste d'atterrissage, à une hauteur de 60 pieds (environ 18 mètres), à 14 h 47 heure locale. L'aile droite, ainsi qu'un moteur, se détachent alors du fuselage de l'avion et traversent le toit de l'usine. L'appareil fait un demi-tour, prend feu et s'écrase quelques secondes plus tard à environ 45 mètres de l'usine, dans une rangée de hangars. L'incendie se propage rapidement dans l'épave, qui s'est immobilisée sur le dos.
Les ouvriers de la briqueterie sont les premiers à arriver sur le lieu de l'accident, suivis par les pompiers et la Croix-Rouge. Cependant, en raison de l'intensité de l'incendie, les secours ne peuvent accéder directement à l'épave, qui est entièrement brûlée, et n'y parviennent qu'au bout d'une heure. L'accident cause la mort immédiate de l'ensemble de l'équipage et des passagers,,,,,, y compris un nouveau-né auquel la grande-duchesse Cécile semble avoir donné naissance durant le vol,. Une vingtaine d'ouvriers de la briqueterie, qui s'étaient arrêtés pour manger près du lieu de l'accident, s'en sortent sans blessure. Une bicyclette et des vêtements leur appartenant sont détruits par l'incendie. Personne n'est blessé non plus à l'intérieur de l'usine, tandis que la cheminée percutée par l'avion serait restée intacte, contrairement à ce qui a d'abord été rapporté. Au moment de l'accident, le brouillard s'était complètement dissipé au-dessus de Bruxelles, où l'appareil devait initialement faire escale.

## Conséquences immédiates

### Mariage anticipé de Louis de Hesse-Darmstadt
Louis de Hesse-Darmstadt et sa fiancée Margaret Campbell Geddes sont informés de l'accident à l'aérodrome de Croydon, où ils attendent l'arrivée de leurs proches. On a d'abord annoncé au couple que l'avion de la Sabena était toujours en route, avant que le directeur de l'Imperial Airways ne les informe de l'accident. Louis, seul descendant mâle survivant de sa famille après la mort de son frère et de ses deux neveux, devient dès lors le nouveau chef de la maison de Hesse,,. Le roi George VI du Royaume-Uni est rapidement informé de l'accident, de même que le roi Georges II de Grèce, cousin germain de la grande-duchesse Cécile.
Dans la soirée, après consultation entre les familles, il est annoncé que le mariage du prince Louis et de Margaret Campbell Geddes est avancé au lendemain et aura un caractère privé. La cérémonie a donc lieu le matin du 17 novembre 1937 à l'église Saint-Pierre de Londres, à Eaton Square, en présence notamment du duc et de la duchesse de Kent, ainsi que de l'ambassadeur allemand Joachim von Ribbentrop,. La mariée et la plupart des femmes présentes portent des vêtements noirs en signe de deuil, tandis que lord Louis Mountbatten remplace le défunt Joachim Riedesel zu Eisenbach en tant que témoin. De fait, la cérémonie se déroule dans un climat de morosité extrême,,.
Immédiatement après le mariage, les jeunes mariés se rendent en Belgique afin d'y recueillir les dépouilles de leurs proches,. Embarqués sur un ferry à destination d'Ostende, ils arrivent sur place le soir même. Entre-temps, les corps des membres de la famille grand-ducale, brûlés au point d'être méconnaissables,, ont été identifiés et transportés à l'hôpital civil d'Ostende ; parmi eux, se trouve le bébé de Cécile,. Leurs cercueils sont déposés dans une salle transformée en chapelle ardente par des religieuses.

### Réactions internationales et couverture médiatique

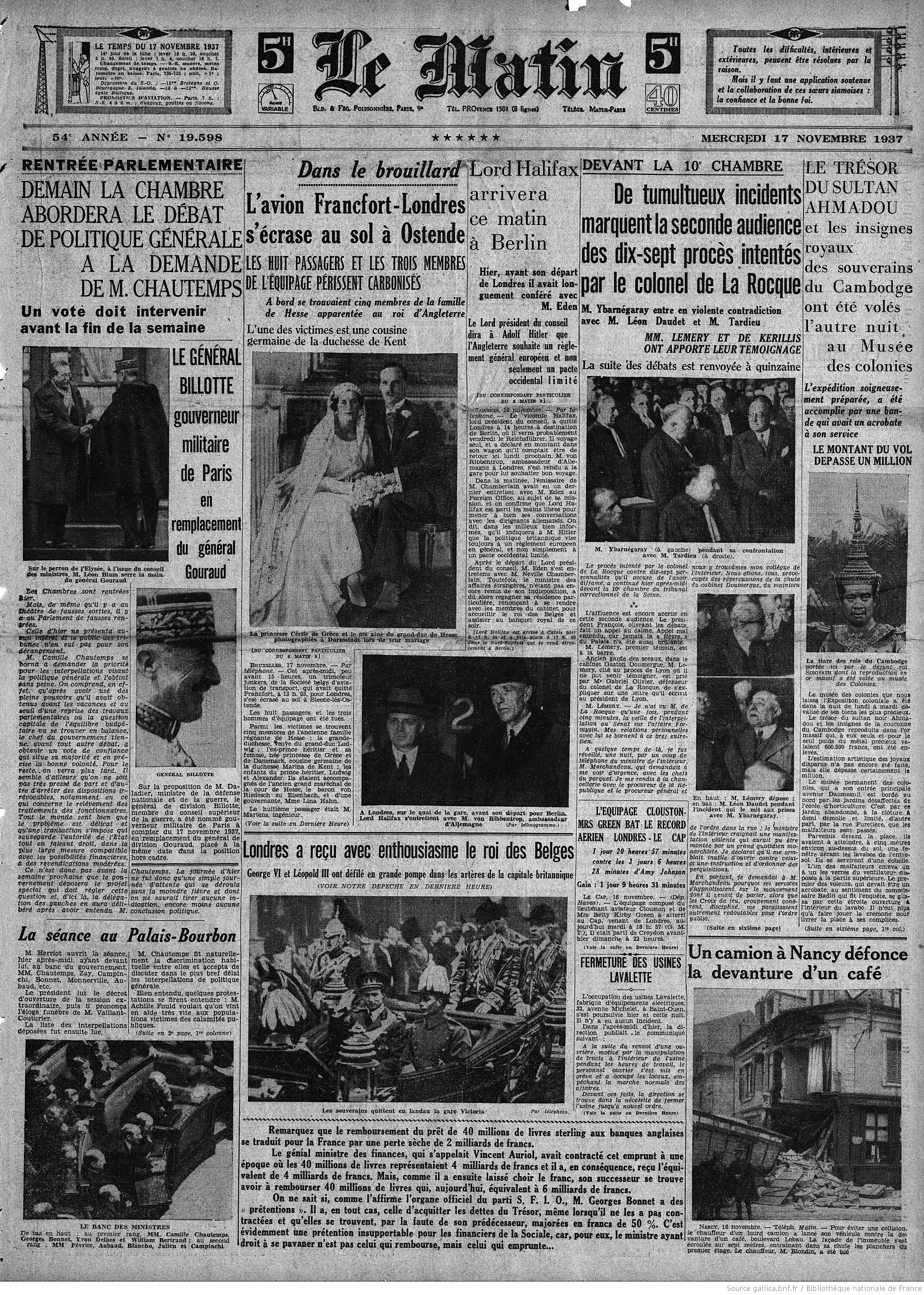
Une du journal Le Matin consacrée, en partie, à l'accident aérien d'Ostende (17 novembre 1937).

Le soir du crash, tous les lieux de divertissement de Darmstadt sont fermés en signe de deuil et les drapeaux sont mis en berne.
À Ostende, l'ancien Premier ministre de Belgique Henri Jaspar et le secrétaire de la mission allemande à Bruxelles, Konstantin Alexander Freiherr von Neurath, se présentent sur les lieux du drame pour rendre hommage aux victimes, tandis que le chancelier du Reich Adolf Hitler et le ministre de la Propagande Joseph Goebbels envoient des messages de condoléances aux familles des défunts,. De son côté, le Premier ministre grec Ioánnis Metaxás adresse ses condoléances au roi Georges II et au prince André de Grèce, père de la grande-duchesse Cécile.
L'accident d'Ostende est médiatisé dans le monde entier. De nombreux journaux francophones comme anglophones font notamment leur une sur l'accident, tels que Le Soleil, The New York Times, le Los Angeles Times et The Washington Post.
À Londres, un service religieux est organisé en l'honneur des défunts. Le roi Georges II de Grèce, la princesse mère Hélène de Roumanie, le duc et la duchesse de Kent, la comtesse Toerring, la grande-duchesse Marie Pavlovna de Russie et d'autres membres de la haute société y participent. 

### Transfert des défunts à Darmstadt et funérailles

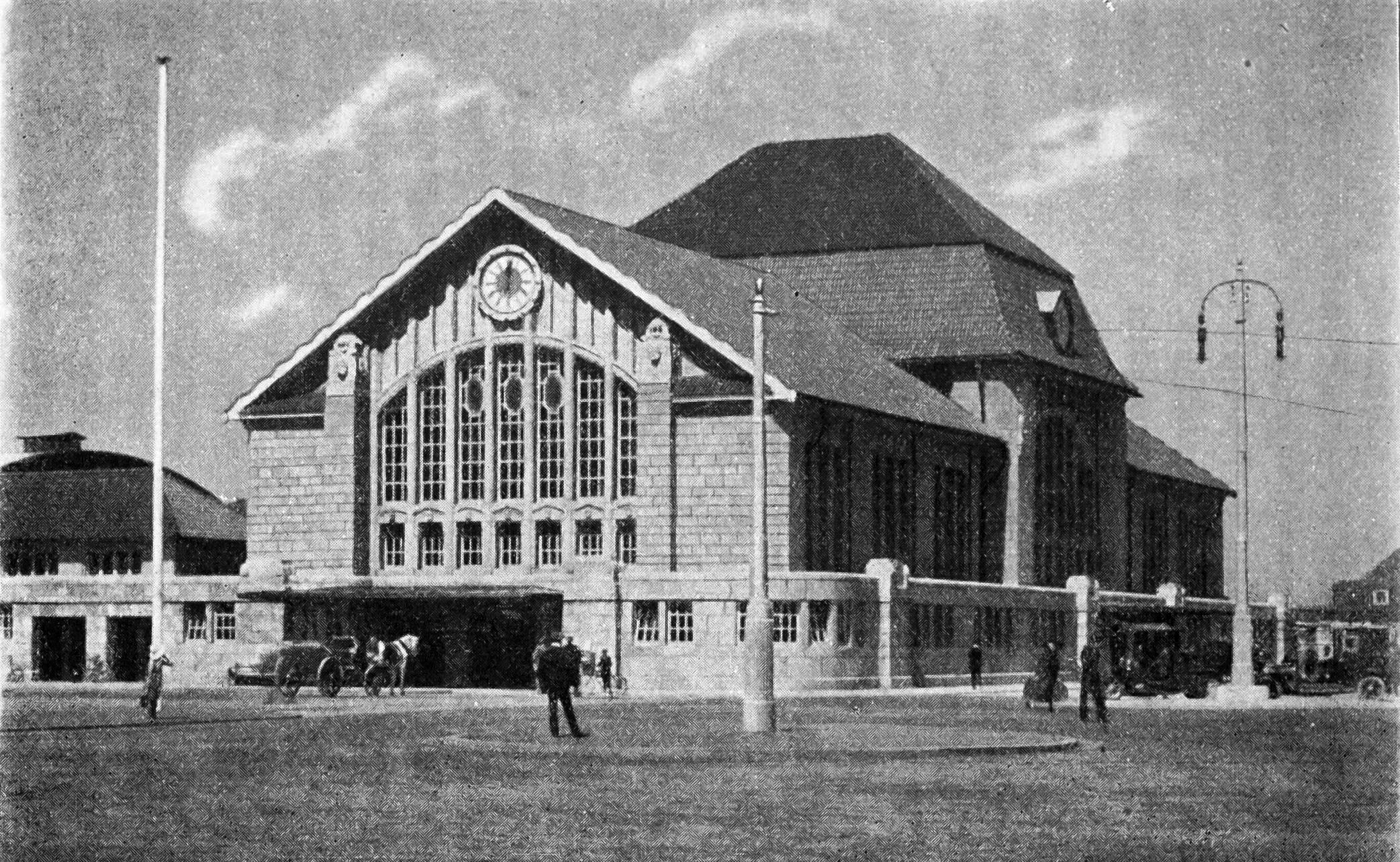
La gare de Darmstadt avant la Première Guerre mondiale (1913).

Les cercueils sont rapatriés à Darmstadt dans la nuit du 18 novembre dans un wagon spécial accroché au train régulier, accompagnés par Louis et Margaret, sir Auckland Geddes et Berthold de Bade, beau-frère de Cécile de Grèce. Le train arrive à la gare centrale de Darmstadt le 19 novembre à 4 h 10 du matin, attendu par des membres de la famille et des amis : la mère de Cécile, la princesse Alice de Battenberg, ses sœurs Marguerite, Théodora et Sophie, la sœur de la grande-duchesse Éléonore, Marie zu Dohna-Schlobitten, les cousines de Louis et Georges-Donatus, la comtesse Johanna de Solms-Laubach et la princesse Élisabeth de Solms-Hohensolms-Lich, ainsi que le comte Kuno von Hardenberg (de) et les proches des défunts Joachim Riedesel zu Eisenbach, Lina Hahn et Arthur Martens. Les cercueils sont déposés dans la « salle des princes » de la gare, où un moment de recueillement est organisé par le pasteur Helmut Monnard et une garde d'honneur est formée par les camarades de Georges-Donatus de la Fliegersturm.
Le transfert des cercueils vers la nécropole de la maison de Hesse-Darmstadt à Rosenhöhe commence le même jour à 15 heures, donnant lieu à un important rassemblement populaire. Le cortège funèbre à travers Darmstadt, comme celui organisé quelques semaines plus tôt pour le père de Georges-Donatus et de Louis, Ernest-Louis de Hesse, sert aussi de prétexte à un large déploiement de soldats en uniforme nazi,,. Les cercueils sont tirés sur cinq chariots par quatre chevaux chacun. Outre Louis de Hesse-Darmstadt et Berthold de Bade, le prince Philippe de Grèce (futur duc d'Édimbourg), frère de Cécile, ses beaux-frères Christophe de Hesse-Cassel (en uniforme des SS), époux de la princesse Sophie, et Gottfried de Hohenlohe-Langenbourg, époux de la princesse Marguerite, le prince Philippe de Hesse-Cassel (en uniforme des SA), cousin de Georges-Donatus, ainsi que lord Louis Mountbatten participent au cortège. Une courte cérémonie, présidée par le prévôt Friedrich Müller, est ensuite organisée en présence notamment des princesses Victoria et Irène de Hesse-Darmstadt et du prince Auguste-Guillaume de Prusse,.
À cette occasion, les parents de Cécile, le prince André de Grèce et la princesse Alice de Battenberg, se revoient pour la première fois depuis avril 1931. En 1930, en effet, Alice a connu une crise mystique qui a conduit ses proches à la faire interner. Libérée de sa clinique en 1932, elle a néanmoins choisi de vivre séparée de son mari et de sa famille. En dépit des circonstances, les retrouvailles se passent bien, mais n'aboutissent pas à la reprise d'une vie commune, malgré le désir d'Alice en ce sens.
Les funérailles proprement dites sont finalement organisées le 23 novembre 1937 à 15 heures, en présence de représentants de la ville de Darmstadt, du corps des aviateurs, de la Wehrmacht et du NSDAP, dont Hermann Göring, Georges-Donatus et son épouse ayant adhéré au parti nazi peu avant leur décès. De nombreuses personnalités du gotha viennent également présenter leurs hommages, parmi lesquelles lord Louis Mountbatten et sa mère, la marquise de Milford-Haven, qui représentent respectivement le roi George VI et la reine Mary, le prince Louis-Ferdinand de Prusse, qui représente quant à lui son grand-père le Kaiser Guillaume II, et le prince Nicolas de Grèce. Un discours est prononcé par Paul Klein (1871-1957), conseiller ecclésiastique à Mannheim et ami de la famille. Après la cérémonie, les dépouilles de Georges-Donatus, Cécile et leurs enfants sont inhumées dans un caveau familial à la nécropole grand-ducale de Rosenhöhe et les cendres du grand-duc Ernest-Louis sont transférées à leurs côtés peu de temps après.

## Enquête et résultats
L'accident d'Ostende est le cinquième accident aérien le plus grave de l'année 1937 en Europe. L'enquête judiciaire, menée par une commission d'experts composée de trois personnes, débute le 18 novembre 1937. Elle est confiée au juge d'instruction Moeneclaey, du parquet de Bruges. L'accident est attribué en premier lieu à une erreur humaine : le pilote, expérimenté, aurait sous-estimé le risque d'un atterrissage dans de mauvaises conditions de visibilité à Steene et aurait également oublié que la haute cheminée de l'usine, avec laquelle l'avion est entré en collision, se trouvait dans le couloir d'approche. Un témoin oculaire de l'accident, un pilote nommé Georges Hanet, s'exprime dans le cadre de l'enquête et met en cause les fusées lumineuses utilisées par le personnel de l'aérodrome pour guider l'équipage du Junkers Ju 52 vers la piste d'atterrissage,. Tandis que la première fusée aurait été lancée sans problème, une deuxième n'aurait pas pu être allumée et une troisième serait partie trop tard.
D'autres témoins oculaires rapportent que les fusées éclairantes n'étaient pas visibles en raison de l'épais brouillard. Alors que les autorités bruxelloises ont ordonné à l'aérodrome de Steene d'envoyer un message radio au pilote, après avoir appris la détérioration des conditions météorologiques à Ostende, afin qu'il poursuive sa trajectoire vers Londres, le capitaine Daems, directeur de l'aérodrome, aurait admis que ce message n'a pas été envoyé. En décembre 1937, le procureur du roi de Bruges ordonne la mise en demeure du capitaine pour homicide involontaire. De son côté, la Sabena indique avoir donné au pilote l'instruction de ne pas se poser à Steene et de se rendre directement à Londres, mais l'appareil était alors déjà en train de se préparer à l'atterrissage. La conclusion de l'enquête veut que ce soit l'accouchement prématuré de la grande-duchesse Cécile qui ait motivé la décision d'atterrir à Steene. Dès le lendemain de l'accident, l'ancien Premier ministre de Belgique Henri Jaspar critique l'emplacement de l'aérodrome de Steene, situé à environ 10 kilomètres d'Ostende, et demande son déplacement vers Middelkerke.
Les bénévoles qui se sont présentés sur les lieux de l'accident sont par la suite soupçonnés de vol par la police et les autorités locales. En effet, deux inventaires dressés par les magistrats instructeurs du parquet de Bruges révèlent que Cécile de Grèce et Éléonore de Solms-Hohensolms-Lich transportaient plus de 12 000 livres sterling de bijoux, dont seuls certains ont été retrouvés dans l'épave, parmi lesquels un diadème en diamant, deux colliers de perles, des bagues et des bracelets. Louis de Hesse-Darmstadt reçoit une indemnité de 250 000 francs belges (soit 1 750 livres sterling), conformément à la Convention de Varsovie relative au transport aérien international.

## Postérité

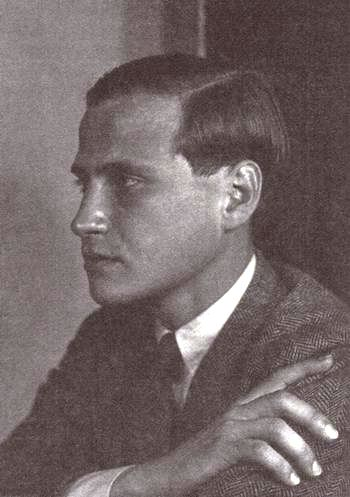
Louis de Hesse-Darmstadt à la fin des années 1920.

Seul enfant de Georges-Donatus et Cécile à n'avoir pas pris part au voyage en avion, Jeanne, âgée d'un an, est hébergée après l'accident avec sa gouvernante chez Théodora de Grèce à Salem, au bord du lac de Constance. Théodora a elle-même trois enfants d'environ le même âge et avait déjà accueilli Louis et Alexandre en 1936. Une fois rentrés à Darmstadt, Louis et Margaret adoptent leur nièce,,. En dépit de leurs soins, l'enfant meurt cependant d'une méningite moins de deux ans plus tard, le 14 juin 1939,,,.
Louis ne parvient jamais à se remettre complètement de la mort accidentelle de sa famille, qu'il qualifie de « coup du sort inconcevable » dans un communiqué publié le 1er décembre 1937 dans les journaux de Darmstadt. Des années plus tard, il exprime encore sa tristesse dans des lettres et des poèmes,. Une nouvelle action en justice intentée par Louis pour dommages-intérêts est rejetée par un tribunal de Bruxelles en 1958. Louis et Margaret n'ayant pas d'enfants, la lignée des Hesse-Darmstadt s'éteint à sa mort en 1968. En 1960, Louis a toutefois adopté son cousin Maurice de Hesse, fils de Philippe de Hesse-Cassel. Le titre grand-ducal revient ainsi à la branche des Hesse-Cassel.
Plus rien ne rappelle aujourd'hui le lieu de l'accident. L'aérodrome de Steene est abandonné quelques années plus tard et un aéroport plus grand est construit à Middelkerke. L'usine de briques n'a pas non plus été conservée. Sur l'ancien terrain de l'aérodrome s'étendent désormais l'autoroute A10 (Bruxelles-Ostende), un grand rond-point, ainsi que des maisons individuelles et l'ancien hôtel de ville de Steene. Le drame a cependant été mis en lumière par la série The Crown en 2017 et a suscité à nouveau l'intérêt des médias à la suite de la mort du duc d'Édimbourg en 2021.

## Dans la culture populaire

### Commémoration
Le 16 novembre 2017, les archives d'État de Hesse organisent, en collaboration avec la Fondation de la maison de Hesse (Hessische Hausstiftung), une cérémonie commémorative en l'honneur des victimes de la tragédie d'Ostende, à Darmstadt. À cette occasion, des gerbes sont déposées sur le caveau de la famille grand-ducale, à Rosenhöhe.

### Documentaire historique
L'accident d'avion ayant causé la mort de la famille grand-ducale est relaté dans le sixième épisode (« Les héritiers du souvenir ») de la série documentaire Mémoires d'exil (1999) de Frédéric Mitterrand.

### Série télévisée
La disparition de la famille grand-ducale est également mise en scène dans le neuvième épisode (« Pater Familias ») de la saison 2 de la série The Crown, durant un flashback sur la jeunesse du prince Philippe, frère de Cécile de Grèce,. Cet épisode décrit cependant de manière erronée la mort de Cécile comme étant le résultat de la mauvaise conduite de Philippe à Gordonstoun School, laissant entendre à tort que celui-ci est responsable de la décision de sa sœur de prendre l'avion,.

### Littérature
La mort de la famille grand-ducale est aussi relatée dans le roman Dans la gueule du dragon (A Matter of Honour) du Britannique Jeffrey Archer (1986). Dans cette fiction, l'accident d'Ostende est causé par le KGB, qui désire récupérer les bijoux de la tsarine Alexandra Fedorovna, légués aux Hesse-Darmstadt après la révolution russe.

### Sur l'accident d'Ostende
- (nl) Christian Deglas, « Vliegtuig botst tegen schoorsteen », dans Rampen in België : Heizeldrama, gasexplosie in Gellingen, Switelbrand, Herald of Free Enterprise, brand in de Innovation, mijnramp in Marcinelle... en alle andere drama's die ons land schokten, Tielt, Lannoo, 2005 (ISBN 90-209-6216-7, lire en ligne), p. 38-40.
- (en) Paul Minet, « Τhe Air Crash of the Hesse Family », Royalty Digest,‎ octobre 2002, p. 103-104 (ISSN 0967-5744).

### Sur la famille grand-ducale de Hesse
- (en) Arturo E. Beéche et Ilana D. Miller, The Grand Ducal House of Hesse, Eurohistory, 2020 (ISBN 1944207082).
- (en) David Duff, Hessian Tapestry : The Hesse Family and British Royalty, Londres, David & Charles, 1979, 414 p. (ISBN 0-7153-7838-4).
- (de) Manfred Knodt, Die Regenten von Hessen-Darmstadt, Darmstadt, Schlapp, 1977, 176 p. (ISBN 3877040047).
- (de) Manfred Knodt, Ernst Ludwig, Großherzog von Hessen und bei Rhein : Sein Leben und seine Zeit, Darmstadt, Schlapp, 1978, 459 p. (ISBN 978-3-87704-006-5).
- (en) Ilana D. Miller et Arturo E. Beéche, « Chapter XXXIV- Hessian Tragedy - The Funeral of the Grand Ducal Family - 19 November 1937 », dans Royal Gatherings : 1914-1939, vol. II, Eurohistory, 2015 (ISBN 9780985460389).
- (en) Jonathan Petropoulos, Royals and the Reich : The Princes von Hessen in Nazi Germany, Oxford University Press, 2006, 524 p. (ISBN 978-0-19-533927-7, lire en ligne).

### Sur la famille royale de Grèce
- Philippe Delorme, Philippe d'Édimbourg : Une vie au service de Sa Majesté, Paris, Tallandier, coll. « Texto », 2020, 320 p. (ISBN 979-10-210-4618-4).
- (en) Philip Eade, Young Prince Philip : His Turbulent Early Life, HarperPress, 2012, 384 p. (ISBN 978-0-00-730539-1 et 0-00-730539-7).
- Tom Garner, « Le Prince, les Nazis et son foyer », Dynasties Royales, no 4 « Les Windsor »,‎ octobre-décembre 2022, p. 107-113 (lire en ligne).
- Inès de Kertanguy, Princesse Alice de Battenberg : Le tragique destin de la mère du prince Philip, Paris, Presses de la Cité, 2023, 304 p. (ISBN 9-782258-200661).
- (es) Ricardo Mateos Sáinz de Medrano, « Cecilia de Grecia, gran duquesa heredera de Hesse y del Rhin », dans La Familia de la Reina Sofía: La Dinastía griega, la Casa de Hannover y los reales primos de Europa, Madrid, La Esfera de los Libros, 2004 (ISBN 978-84-9734-195-0), p. 299-302.
- (en) Hugo Vickers, Alice : Princess Andrew of Greece, Londres, Hamish Hamilton, 2000, 352 p. (ISBN 978-0-241-13686-7).

### Autres ouvrages
- Christian Cannuyer, Les Maisons royales et souveraines d'Europe : La grande famille couronnée qui fit notre vieux continent, Paris, Brepols, 1989, 274 p. (ISBN 250350017X).
- Frédéric Mitterrand, Mémoires d'exil, Robert Laffont, 1999, 333 p. (ISBN 978-2-221-09023-7).